# Đại học Notre Dame
Đại học Notre Dame du Lac (hay gọi tắt là Notre Dame (/ˌnoʊtərˈdeɪm/) là một viện đại học tư thục của Giáo hội Công giáo ở Hoa Kỳ. Trường Notre Dame nằm trong một cộng đồng biệt lập tại thành phố South Bend thuộc quận St. Joseph, Indiana, Hoa Kỳ. Trường được thành lập bởi Cha Edward Sorin, CSC (CSC là chữ viết tắt cho the Congregation of the Holy Cross, hay dịch ép sang tiếng Việt là dòng Thánh Giá). Cha Sorin cũng là hiệu trưởng đầu tiên của trường. Vào ngày 26 tháng 11 năm 1842, trường Notre Dame được thành lập trên mảnh đất hiến tặng bởi Linh mục thành Vincennes. Từ năm 1842 đến năm 1972, Notre Dame là một trường tư chỉ dành cho nam. Vào năm 1972, dưới sự lãnh đạo của Cha Hesburgh, CSC, trường bắt đầu nhận học sinh nữ. Hiện tại, học sinh nữ chiếm 47% tổng số học sinh của trường Notre Dame. Truyền thống Công giáo là một nét đặc trưng nổi bật của Notre Dame. Ngay cả ngày nay, ảnh hưởng của đạo Công giáo có thể được thấy rõ thông qua sự hiện diện của các linh mục trong hàng ngũ lãnh đạo, giảng viên và quản lý ký túc xá của trường. Từ khi thành lập, trường Notre Dame vẫn luôn cố gắng giữ vững đặc trưng Công giáo của thuở ban đầu. Trường được biết đến với những kiến trúc Gothic đặc trưng, đặc biệt là tòa nhà chính với mái vòm vàng và tượng Đức Mẹ ở trên đỉnh. Kế bên tòa nhà chính là Vương cung thánh đường với chóp nhọn đặc trưng Gothic với những họa tiết vô cùng sắc sảo ở bên trong. Ngoài Vương cung thánh đường, trường còn có nhiều nhà nguyện và những kiến trúc độc đáo khác rải rác trong khuôn viên. Những fan hâm mộ bóng bầu dục Mỹ (American football) còn biết đến trường Notre Dame qua bức đồ khảm Touchdown Jesus (tên chính thức là The Word of Life), một bức tranh ghép lại bằng 6700 phiến đá gra-nít trải dài trên thư viện 14 tầng Hesburgh.
Đại học Notre Dame bao gồm 6 trường con, trong đó có năm trường trực thuộc bậc đại học và một trường luật. Năm trường trực bậc đại học bao gồm: Trường Nghệ thuật và Nhân Văn, Trường Kỹ Sư, Trường Kiến Trúc, Trường Kinh doanh và Trường Khoa Học. Chương trình bậc đại học của Notre Dame được tạp chí US News xếp hạng 19th toàn nước Mỹ trong năm 2010-2011. Ở bậc cao học, Notre Dame có 32 chương trình đào tạo thạc sĩ, 23 chương trình đào tạo tiến sĩ. Thư viện của trường cũng được xếp hạng 61th về số lượng tài liệu trong vòng các trường đại học nghiên cứu của Mỹ. Trong năm 2009, trường có tổng cộng 11816 sinh viên, bao gồm 8372 sinh viên đại học, 1915 sinh viên cao học và 1529 sinh viên chuyên nghiệp (học bằng luật, thần học, MBA,...).
Hơn 80% sinh viên đại học của Notre Dame sống trong các ký túc xá trong khuôn viên trường. Trường có cả thảy 30 ký túc xá, 16 cho nam và 14 cho nữ.. Notre Dame hiện giờ có khoảng 120000 cựu sinh viên trên khắp thế giới..
Đội bóng đá Mỹ cũng Notre Dame là một nét nổi bật của trường. Notre Dame là một trong 3 đội bóng độc lập duy nhất của các trường đại học Mỹ. Hai đội còn lại là đội của Học viện Quân sự West Point Mỹ và đội của Học viện Hải Quân Mỹ. Đội bóng Notre Dame đã giành được 11 chức vô địch quốc gia, đào tạo 96 All-Americans (danh hiệu cao quý nhất cho sinh viên Mỹ) và 7 thành viên đạt giải Heisman, giải thưởng cao quý nhất trong bóng đá đại học Mỹ. Đây là những con số cao nhất trong các trường đại học Mỹ.